# 二江町
二江町（ふたえまち）は熊本県の天草諸島、天草下島に存在していた町。

## 歴史
- 1889年（明治22年）4月1日 - 町村制の施行に伴い、二江村が単独で自治体を形成。
- 1941年（昭和16年）2月11日 - 町制施行に伴い、二江町と改称。
- 1955年（昭和30年）5月1日 - 二江町が御領村、鬼池村、手野村、城河原村と合併して五和町が発足。